# François Popineau
François Popineau, né François Marie Émile Popineau le 2 octobre 1887 à Saint-Amand-Montrond et mort le 29 mars 1951 dans le 5e arrondissement de Paris, est un sculpteur français.

## Biographie
Dès l'âge de quatorze ans, François Popineau manie le ciseau et le maillet. Puis il se perfectionne à Paris. Après la Première Guerre mondiale, il reprend son métier de sculpteur. Il enseigne, de 1921 à 1924, à l'École des beaux-arts de Bourges.
Il expose en mai et juin 1921 à la Boutique de l'Encrier, 74 rue du Bac à Paris.
Il obtient une médaille d'or  de sculpture architecturale et une médaille de bronze, section du métal, à l'exposition internationale des arts décoratifs et industriels modernes de 1925, puis le prix Puvis-de-Chavannes pour sa statue La Baigneuse.
Il enseigne, de 1927 à 1931, aux beaux-arts du Havre.
L'année 1931-1932, il est membre du jury de sculpture à l'École nationale des beaux-arts de Paris.
Il exécute des monuments aux morts, puis réalise des nus et des bas-reliefs. Il devient un sculpteur attitré de la ville de Bourges.

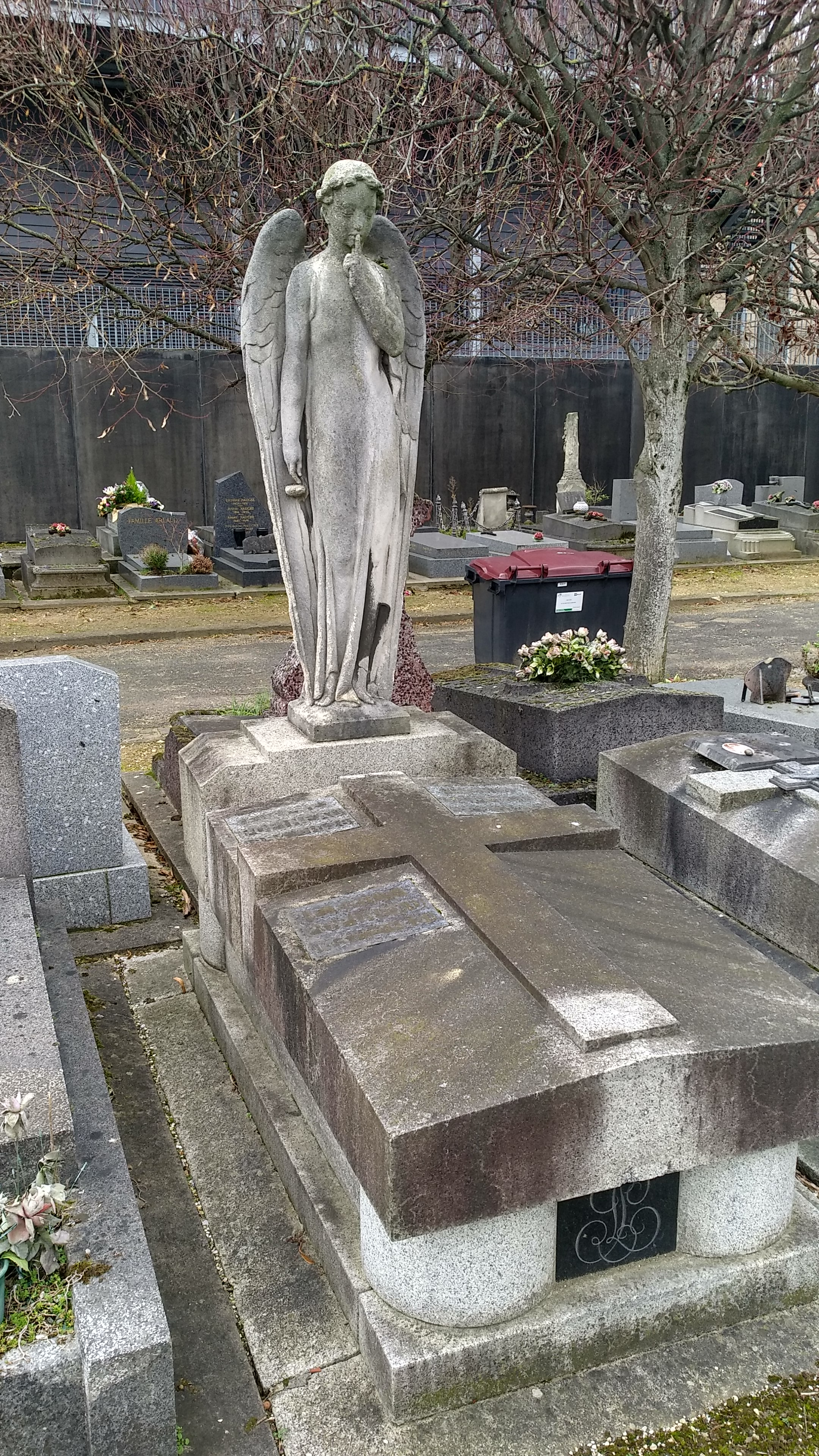
La tombe de François Popineau, au Kremlin-Bicêtre

Il meurt le 29 mars 1951 en son domicile parisien, au no 52 rue Lhomond,dans le 5e arrondissement, des suites d'une silicose,.

## Distinctions
François Popineau est nommé chevalier de l'ordre national de la Légion d'honneur par décret du 13 juillet 1933 et décoré de la croix de guerre 1914-1918 avec 3 citations.

## Galerie

Œuvres de François Popineau
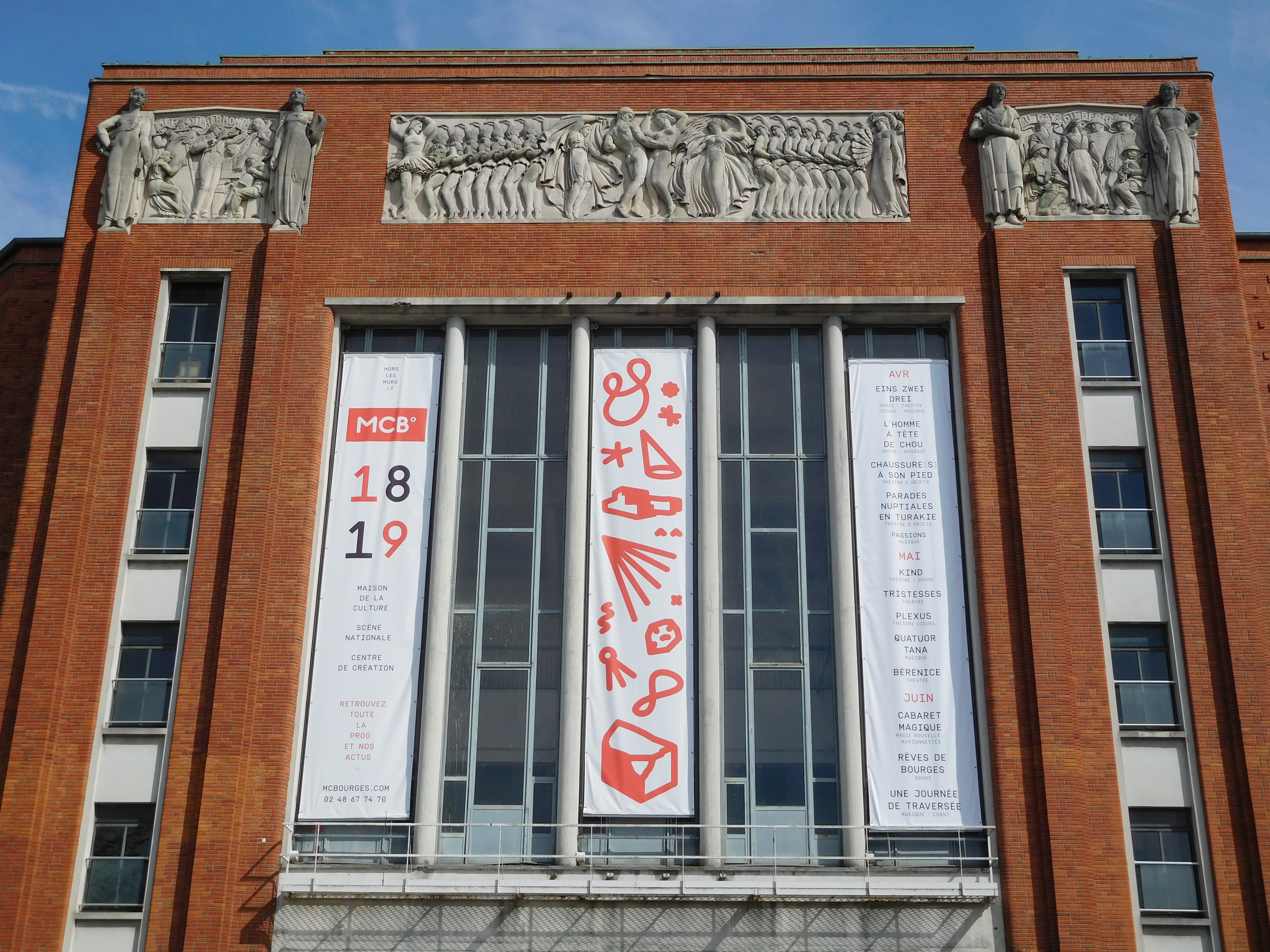
Les bas-reliefs du fronton de la maison de la culture de Bourges de François Popineau et Louis Thébault.
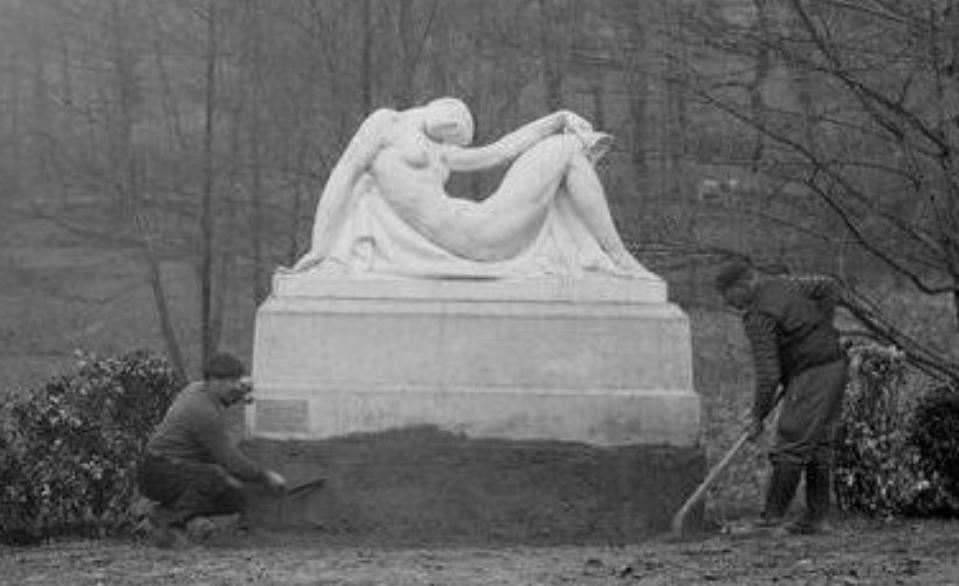
La Bacchante à Bagnères (1934).

## Pour approfondir